# واي واي نو
واي واي نو (مواليد 1987) هي ناشطة سياسية ومحامية بورمية مدافعة عن حقوق والمساواة لكافة المواطنين في ميانمار، بما في ذلك أقلية الروهينغا المسلمة. في عام 2014، تم إدراجها كواحدة من نساء بي بي سي ال100. في عام 2017، حصلت على لقب قادة الجيل القادم من مجلة تايم.

## المشوار المهني والحقوقي

### النشأة والعائلة
ولدت واي واي نو ونشأت في مدينة بوثيدونغ في ولاية راخين في ميانمار لأبوين من أقلية الروهينغا. في عام 1993، انتقلت عائلتها إلى مدينة يانغون بسبب نشاط والدها كياو مين السياسي من أجل حقوق العمال برغم المضايقات التي تعرض لها من قبل المجلس العسكري.
اعتبارا من 2017، كانت واي واي نو حصلت على درجة الماجستير في القانون من جامعة كاليفورنيا، بيركلي.

### الدراسة والنشاط السياسي
تم قبول واي واي نو في شعبة القانون في جامعة شرق يانغون وهي لا تتعدى ال16 عامًا. حصلت على شهادة الحقوق. ثم انضمت إلى برنامج تعليمي سياسي مدته عام واحد نظمه المجلس البريطاني. كما شاركت في تدريبات سياسية أخرى.
أسست واي واي نو منظمتين غير حكوميتين هما شبكة السلام النسائية أراكان التي تركز على بناء السلام في ميانمار جميع الناس من أي جنس أو عرق أو دين. فيما تمثل منظمة العدالة من أجل المرأة شبكة من المحاميات اللائي يوفرن مساعدات قانونية للنساء المحتاجات. تقوم واي واي نو بتثقيف النساء حول القضايا المتعلقة بالإساءة، مثل العنف المنزلي والتحرش الجنسي. أطلقت بعدها حملة ناجحة على تويتر تسمى هاشتاغ "MyFriend"، والتي تهدف إلى إظهار الصداقات بين مختلف الأفراد لتعزيز التسامح.
خطبت واي واي نو في العديد من المنظمات. في عام 2017، ألقت خطابا في منتدى أوسلو للحرية. كما دافعت في الأمم المتحدة عن حالات حقوق الإنسان في بورما. تمت دعوتها إلى كل من البيت الأبيض في الولايات المتحدة والكونغرس الأمريكي.

## الاعتقال والحبس
في عام 2005، وهي لا تزال في سنتها الثانية في كلية الحقوق، ألقي القبض على والديها وجميع إخوتها. وذلك بعد أن تم التصويت على والدها كعضو في البرلمان إبان الانتخابات العامة عام 1990، لكن المجلس العسكري رفض الاعتراف بالانتخابات باعتباره كان عضوًا في حزب معارض.
لم يسمح للعائلة بأي تمثيل قانوني، ولم يدون القاضي أي ملاحظات أثناء المحاكمة. أُدينت واي واي نو إلى جانب والديها وإخوتها بخرق قانون الهجرة الذي يُعتبر تهديدًا للدولة حكم عليها بالسجن 17 عامًا في سجن إنسين في العاصمة السابقة لبورما يانغون. احتجزت في غرفة كبيرة مع أختها ووالدتها، بينما تلقى والدها عقوبة الحبس الانفرادي لمدة 47 عامًا، وتم إرسال شقيقها إلى سجن منفصل. أثناء وجودها في السجن، تحدثت واي واي نو مع نساء مسجونات معها، فعرفت قصصهن ووصفت فيما بعد سجنها بأنه «تعليم مدى الحياة».
في يناير 2012، تم إطلاق سراح جميع أفراد الأسرة عن عمر يناهز 25 عامًا بعد عفو أعلنه الرئيس ثين سين.
أصيبت شقيقتها بالتهاب الكبد الوبائي (سي) فيما أصيب والدها بأزمة قلبية بسبب ظروف السجن السيئة.

## التكريمات
في عام 2015، حازت واي واي نو على لقب إحدى أفضل 100 مفكر عالمي من قبل مجلة فورين بوليسي. في نفس السنة أيضًا، شاركت في الدورة الافتتاحية لبرنامج منتدى الحرية والقيادة الخاص بتدريب القادة الشباب للانتقال الديمقراطي والذي عقد في مركز جورج دبليو بوش الرئاسي.
في عام 2016، دخلت تصنيف سولت ودياجو ل100 امرأة ملهمة بحسب مجلة الزمالة الأسترالية للطلاب الإنجيليين. في عام 2017، حصلت على لقب إحدى قادة الجيل القادم من مجلة تايم. في عام 2018، حصلت على جائزة هيلاري كلينتون من جامعة جورج تاون.

## وصلات خارجية
- شهادة واي واي نو